# Муинуддин Чишти
Султан аль-Хинд Муинудди́н Хаса́н Чишти́ (урду معین الدین چشتی‎, перс. چشتی‎; 1141, Чишти — 1236, Аджмер) — глава и эпоним суфийского братства Чиштия. Также известен как Гариб Наваз («Благотворитель бедных»).

## Биография

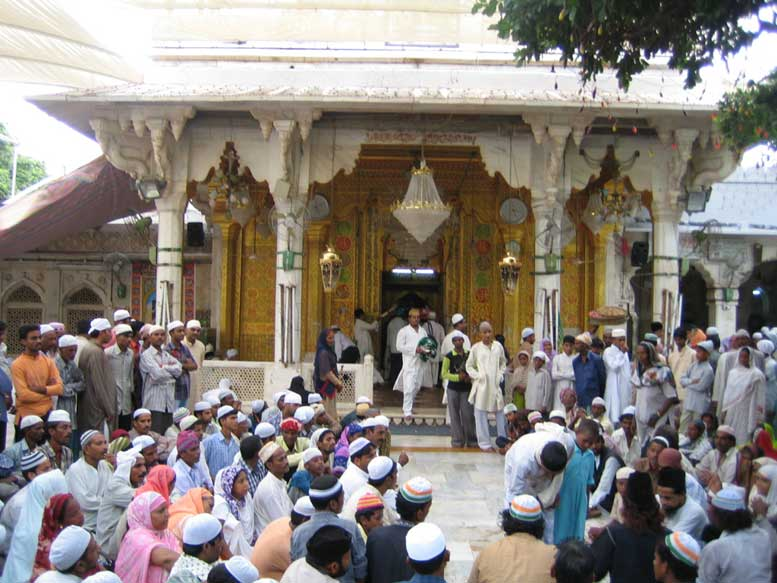
Даргах шариф в Аджмере

Муинуддин Чишти в 1141 году в Чишти (Систан, Восточная Персия), по другой версии в Исфахане. Его родители умерли, когда мальчику было пятнадцать лет. Он унаследовал от своего отца ветряную мельницу и сад. С детства он отличался от своих сверстников усердием в молитвах и медитации. По легенде, однажды он поливал цветы суфийского шейха Ибрахим Кундузи. Молодой Муинуддин подошел к нему и предложил фрукты, а шейх в свою очередь дал ему кусок хлеба и попросил его съесть. После того, как он съел хлеб, он оказался в странном мире. Муинуддин Чишти распродал всё своё имущество, раздал деньги нищим, отрекся от мирской жизнии и уехал в поисках знаний в Бухару. Он стал учеником (мюридом) Усмана Харуни.
Муинуддин Чишти посетил медресе Самарканда и Бухары и приобретал религиозные знания у известных богословов своего времени. Он путешествовал по Ближнему Востоку и посетил почти все крупные центры мусульманской культуры. Он побывал в Балхе и Багдаде, встретился с выдающимися суфиями Абдул-Кадиром аль-Джилани, Абун-Наджибом ас-Сухраварди и Наджмуддином Куброй. Духовной практикой занимался под руководством сирийского шейха Абу Исхака.
Вернувшись в Индию, он короткое время пожил в Лахоре, а затем с Мухаммадом Гори поселился в Аджмере. Там он смог привлечь значительную последователей и приобрёл уважение среди жителей города. Муинуддин Чишти практиковал суфийскую концепцию Сюлх-э-куль (мир всем), которая содействует взаимопониманию между мусульманами и немусульманами.
Могила (даргах) Муинуддина Чишти в Аджмере, которую воздвиг делийский правитель Кутбуддин Айбек, считается «святым местом» для индийских мусульман.

## Тарикат
Основателем тариката считается Абу Исхак аш-Шами, учение которого было продолжено Муинуддином Чишти. Последователи тариката делают упор на отказ от материальных благ; строгий режим самодисциплины и личной молитвы, участие в сама; независимость от правителей и государства; щедрость по отношению к другим, особенно, путём обмена пищи и богатств, а также терпимости и уважения религиозных различий.
Во времена правления Акбара Великого (1556—1605) Аджмер стал одним из самых важных центров паломничества в Индии.
Муинуддином Чишти приписывают написание двух книг: Анис аль-арвах и Далил аль-арифин. Духовными преемниками Муинуддина Чишти стали Кутбуддин Бактияр Каки (ум. в 1235 г.) и Хамидуддин Нагори (ум. в 1276 г.). Они продолжили передавать учение своего учителя через своих учеников, что привело к широкому распространению тариката Чиштия в Индии и Пакистане, некоторых регионах Южной Азии.

## Родословное древо
Хазрат Хваджа Муинуддин Чишти по отцовской линии является потомком Хазрата Имам Хусейна и по материнской линии потомком Хазрата Имам Хасана. Его отец Сейид Хасан Гиясуддин Хасан был очень набожным и влиятельный мусульманином своего времени. Его мать, Сейида Биби Уммул-вара псевдоним Биби Мах-э-Нур была дочерью Сейида Дауда.
Генеалогия по отцу:
- 1. Мухаммад (САВ).
- 2. Биби Фатима Захра и Али ибн Абу Талиб.
- 3. Хусейн (имам).
- 4. Зейн аль-Абидин.
- 5. Мухаммад аль-Бакир.
- 6. Джафар ас-Садык.
- 7. Муса аль-Казим.
- 8. Али ибн Муса ар-Рида.
- 9. Мухаммад ат-Таки.
- 10. Али ат-Таки.
- 11. Хасан аль Аскари.
- 12. Мухаммад Аль Махди.
- 13. Сейид Хваджа Абдулазиз Хусейн.
- 14. Сейид Ахмад Муиддин Тахир.
- 15. Сейид Хваджа Гиясуддин Хасан.
- 16. Сейид Хваджа Муинуддин Чишти[11].

Генеалогия по матери:
- 1. Мухаммад (САВ).
- 2. Биби Фатима Захра и Али ибн Абу Талиб.
- 3. Хасан (имам).
- 4. Сейид Хасан Муса.
- 5. Сейид Абдуллах Мухас
- 6. Сейид Муса
- 7. Сейид Дауд
- 8. Сейид Мурис
- 9. Сейид Захид
- 10. Хазрат Сейид Абдуллах
- 11. Сейид Дауд
- 12. Сейида Биби Мах-э-Нур
- 13. Сейид Хваджа Муинуддин Чишти[12].